# (5111) Jacliff
(5111) Jacliff (1987 SE4) – planetoida z pasa głównego asteroid okrążająca Słońce w ciągu 3,61 lat w średniej odległości 2,35 j.a. Odkryta 29 września 1987 roku.